# Brahmaviharā
De Brahmaviharā (Pali en Sanskriet) zijn de vier verheven toestanden van de geest. Zij vormen een opvolging van boeddhistische meditaties die in de Brahmavihara Sutra worden vermeld.
De vier verheven toestanden van de geest zijn:
1. Metta/Maitri: liefde aan iedereen; de hoop dat het ieder wezen goed gaat
2. Karuna: compassie; de hoop dat het lijden van alle wezens wordt verminderd
3. Mudita: de altruïstische vreugde in de daden en acties van anderen
4. Upekkha/Upeksha: gelijkmoedigheid; het leren accepteren van verlies en winst, lof en blaam, succes en falen zonder gehechtheid zowel voor jezelf alsook voor anderen.

Metta en Karuna zijn beide wensen voor de toekomst die leiden tot acties waarin de wensen gerealiseerd kunnen worden, terwijl Mudita en Upekkha houdingen zijn ten opzichte van wat er gebeurd is.
De Brahmavihara worden na elkaar beoefend en op elkaar toegepast. Je begint met het wensen aan jezelf, dan aan je vrienden, dan aan degenen waar je neutraal aanstaat, dan aan je vijanden en ten slotte omarm je de hele wereld en alle wezens in het universum en daarbuiten. Het boeddhisme accepteert, maar stelt het niet verplicht, dat er meerdere universa in ruimte en tijd zijn.
Ondanks dat deze ideeën in het algemeen met boeddhisme worden geassocieerd, zijn ze niet-sektarisch en zijn in een of andere vorm in vele andere geloven en door niet-gelovigen toegepast.

## Externe bronnen
- The Four Immeasurable Attitudes in Hinayana, Mahayana, and Bon - door [Alexander Berzin] (2005)
- Brahma Vihara meditaties (Nederlands)